# Conducător

Stendardo di Antonescu come Conducător

Conducător ([ˌkondukəˈtor]) è un termine della lingua rumena, genericamente traducibile come "guida". Esso è noto soprattutto come l'appellativo adottato da due leader del paese, Ion Antonescu (1940–1944) e Nicolae Ceaușescu (1967–1989), nell'ambito di esperienze politiche ideologicamente contrapposte. Occasionalmente il titolo venne attribuito anche a re Carlo II durante il suo regno (1930-1940).

## Etimologia e storia
Conducător (lit. "conduttore") è forma sostantivale del verbo a conduce, figlio del latino ducĕre ("condurre") e affine agli italiani "duca", "doge" e "duce". Quest'ultimo termine, come appellativo di Benito Mussolini, fu la matrice di titoli analoghi quali il tedesco "Führer" e lo spagnolo "Caudillo" (rispettivamente per Hitler e Franco). Conducător è il loro equivalente rumeno.

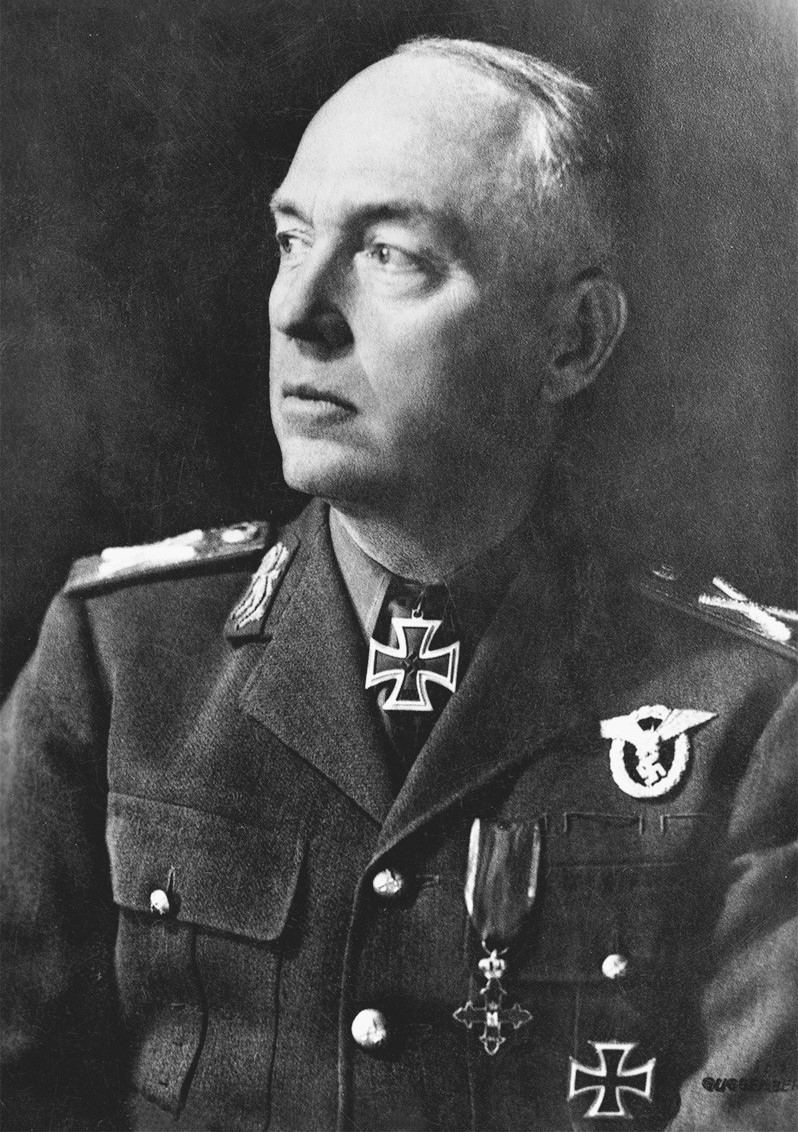
Il Conducător Ion Antonescu 1940-1944

Il primo impiego politico del termine si deve però alla sua assunzione fra i titoli del re Carlo II negli ultimi anni del Fronte di Rinascita Nazionale. Poco dopo, il nome di Conducător passò a designare il generale Antonescu, quando questi salì al potere il 14 settembre 1940. Antonescu era formalmente primo ministro, e il ruolo di capo dello Stato restava affidato al re Michele I, ma de facto il regime monarchico si era evoluto in dittatura con tutto il potere concentrato nelle mani del capo del governo. Secondo lo storico Adrian Cioroianu, tramite l'uso del titolo Antonescu intendeva sottolineare tanto il legame con la Germania quanto, dopo la sconfitta della Guardia di Ferro e la sua esclusione dal governo dello Stato Nazionale Legionario, il carattere personale del suo regime.

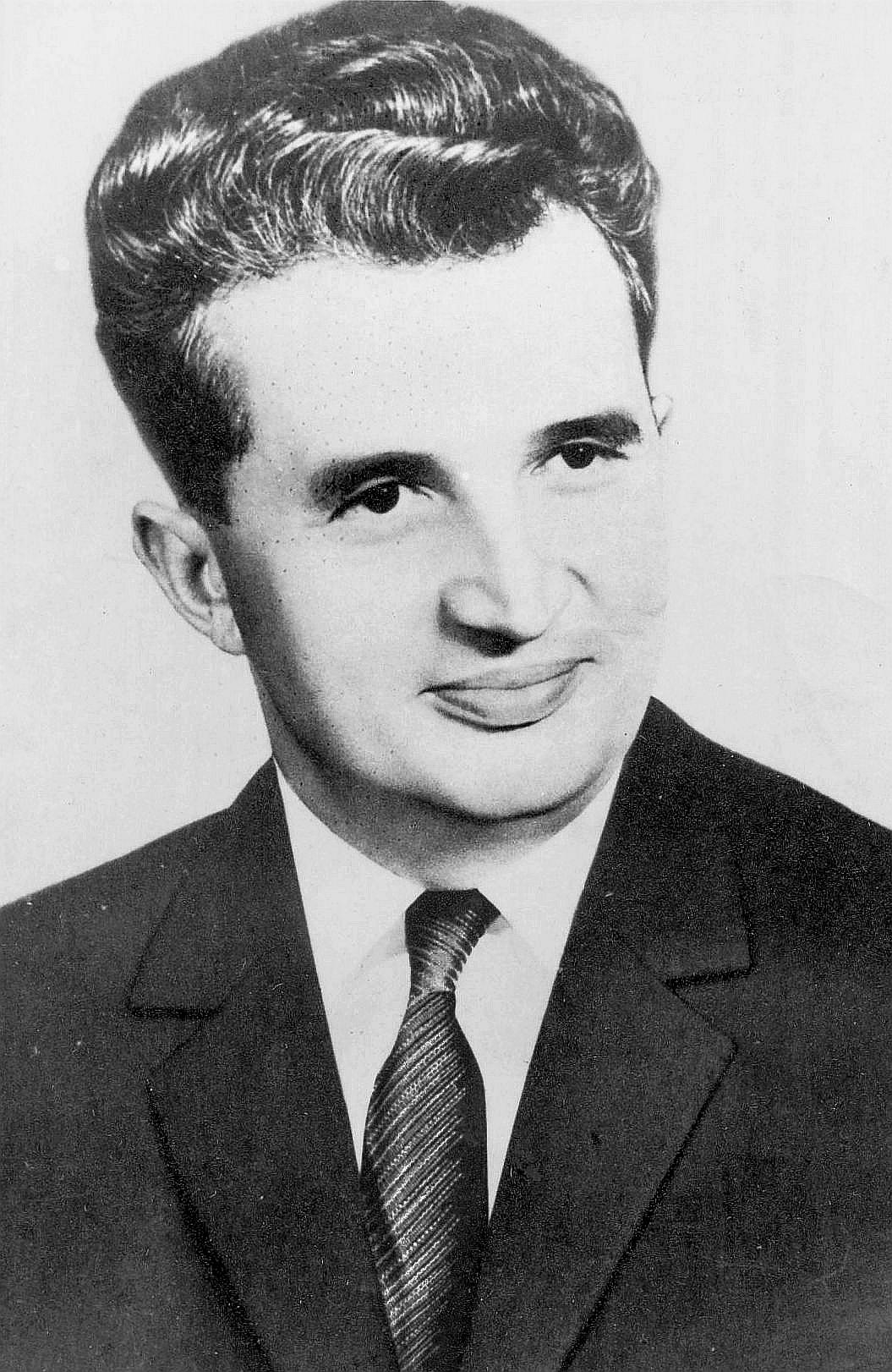
Il Conducător Nicolae Ceaușescu 1967-1989

Il titolo di Conducător fu reintrodotto dopo il 1968 dal dittatore della Romania socialista, Ceaușescu, nel momento in cui il Partito Comunista Rumeno, mentre da un lato fioriva di nuove adesioni, dall'altro scemava in importanza di fronte al culto della personalità del suo capo. Il titolo era alternativo al più raro Cîrmaci ("timoniere"), a sua volta mutuato dalla retorica di altri Stati socialisti come la Corea del Nord e la Repubblica popolare cinese di Mao. Contestualmente tramontava il riferimento al partito comunista come "avanguardia della classe operaia", mentre il potere si accentrava sempre più in Ceaușescu e nella sua prerogativa di impartire ordini all'apparato istituzionale.
La scelta del titolo di Conducător fu anche diretta a tracciare un legame simbolico con i prìncipi di Valacchia e di Moldavia (altra similitudine in voga era quella fra Ceaușescu e gli antichi comandanti daci). Inoltre, nello stesso periodo, le fonti comuniste presero a vedere lo stesso Ion Antonescu sotto una luce più positiva. Cioroianu ha spiegato il caso rumeno in base a uno schema elaborato dallo studioso polacco Andrzej Korbonski e applicabile all'intero blocco sovietico. Tale schema distingue le classi dirigenti comuniste in due tipologie: quella collettiva (con un primus inter pares) e quella a governo personale. Secondo lo storico, la scelta del secondo modello da parte della Romania discese con ogni probabilità dalla tradizione politica del paese: il sistema instaurato da Ceaușescu aveva una delle sue principali fonti di legittimazione nella clientela, risultando in una sorta di "sistema politico orbitale".
Questo modello di rapporti politici solidamente fondato sul carisma del Conducător, simile a quello di molti altri regimi dittatoriali del XX secolo, fu classificato da Houchang Esfandiar Chehabi e Juan José Linz tra i "regimi sultanali"; e il titolo adottato dallo statista rumeno si prestò a paragoni con quelli in uso per altri leader: così Aryamehr (per lo scià di Persia Reza Pahlavi), Mobutu Sese Seko Kuku Ngbendu Wa Za Banga (per lo zairese Mobutu), Benefactor de la Patria (per il dominicano Trujillo) e Conqueror of the British Empire (per l'ugandese Idi Amin); ma sulla medesima falsariga si pone anche la denominazione di Impero adottata dalla Repubblica Centrafricana di Bokassa.

## Influenze
Fonti serbe hanno più volte sostenuto che il politico croato Ivan Stevo Krajačić, esponente della Lega dei Comunisti di Croazia nella Jugoslavia socialista e confidente di Tito, fu un attivo sostenitore dell'indipendenza croata. Fra le accuse mossegli si ricorda quella di aver adottato il soprannome di Conducător del separatismo, in omaggio alle posizioni autoritarie di Ceaușescu.